# 竜華駅 (上海市)
龍華駅（りょうかえき、中文表記: 龙华站）は中華人民共和国上海市徐匯区龍華鎮
に位置する上海地下鉄11号線、12号線の鉄道駅。

## 駅構造
- 島式ホーム1面2線の地下駅。ホームドア設置。

## 駅周辺
- 龍華寺
- 龍華塔
- 龍華烈士陵園

## 歴史
- 2013年8月31日 - 開業[1]。
- 2015年12月19日 - 12号線の駅が開業。

## バス路線
- 龍華西路龍恒路
  - 44路、167路

## 隣の駅
上海地下鉄
■11号線
雲錦路駅 - 龍華駅 - 上海遊泳館駅
■12号線
龍漕路駅 - 龍華駅 - 龍華中路駅